# I'm with You (bài hát)
"I'm with You" là một bài hát của nghệ sĩ thu âm người Canada Avril Lavigne nằm trong album phòng thu đầu tay của cô, Let Go (2002). Nó được phát hành vào ngày 19 tháng 11 năm 2002 bởi Arista Records như là đĩa đơn thứ ba trích từ album. Bài hát được viết lời bởi Lavigne và The Matrix (Lauren Christy, Scott Spock và Graham Edwards), những người tham gia sản xuất bài hát. Đây là bản ballad nhạc rock đầu tiên trong sự nghiệp của Lavigne được phát hành dưới dạng đĩa đơn, được lấy cảm hứng từ cảm giác cô đơn mà cô trải qua khi còn độc thân.
"I'm with You" nhận được những đánh giá tích cực từ các nhà phê bình, và là bài hát thứ hai của Lavigne được đề cử giải Grammy cho Bài hát của năm và Trình diễn giọng pop nữ xuất sắc nhất tại lễ trao giải thường niên lần thứ 46. Về mặt thương mại, nó đã lọt vào top 10 trên các bảng xếp hạng Bỉ (Flanders), Brazil, Ireland, Ý, Hà Lan, New Zealand, Vương quốc Anh và Hoa Kỳ, và lọt vào top 20 ở hầu hết những thị trường khác. Tại Hoa Kỳ, "I'm with You" đạt vị trí thứ tư trên bảng xếp hạng Billboard Hot 100, trở thành đĩa đơn thứ ba liên tiếp của Lavigne lọt vào top 10 tại đây. Mặc dù nhận được nhiều lời yêu cầu phát sóng trên các đài phát thanh và truyền hình tại Úc, nó đã không được phát hành chính thức tại thị trường này.
Video của "I'm with You" được đạo diễn bởi nhiếp ảnh gia nổi tiếng David LaChapelle, trong đó tập trung miêu tả tâm trạng cô đơn của Lavigne ở nhiều bối cảnh khác nhau như một bữa tiệc và trên đường phố. Nó đã được Much Music liệt kê vào danh sách "Top 100 Video hay nhất của mọi thời đại", và nhận được một đề cử tại Giải Video âm nhạc của MTV năm 2003 ở hạng mục Video xuất sắc nhất của nữ ca sĩ. Sau khi phát hành, bài hát đã xuất hiện trong nhiều tác phẩm điện ảnh và truyền hình, cũng như được hát lại và sử dụng làm nhạc mẫu bởi nhiều nghệ sĩ khác nhau. Năm 2010, bài hát "Cheers (Drink to That)" của Rihanna nằm trong album phòng thu thứ năm của cô, Loud đã lấy mẫu của "I'm with You", và Lavigne cũng xuất hiện trong video ca nhạc của nó.

## Giải thưởng và đề cử
| Năm  | Giải thưởng                                        | Hạng mục                              | Kết quả   |
| ---- | -------------------------------------------------- | ------------------------------------- | --------- |
| 2003 | Giải Video âm nhạc của MTV                         | Video xuất sắc nhất của nữ ca sĩ      | Đề cử     |
| 2003 | Giải Sự lựa chọn của Giới trẻ                      | Sự lựa chọn: Tình ca                  | Đề cử     |
| 2003 | Giải thưởng Socan                                  | Bài hát Pop xuất sắc nhất             | Đoạt giải |
| 2004 | Giải Grammy                                        | Trình diễn giọng pop nữ xuất sắc nhất | Đề cử     |
| 2004 | Giải Grammy                                        | Bài hát của năm                       | Đề cử     |
| 2004 | Giải thưởng Juno                                   | Juno Sự lựa chọn của người hâm mộ     | Đoạt giải |
| 2004 | Giải thưởng Phim ảnh, truyền hình và âm nhạc ASCAP | Nhạc phim xuất sắc nhất               | Đoạt giải |
| 2004 | Giải thưởng BMI                                    | Bài hát Pop xuất sắc nhất             | Đoạt giải |
| 2017 | VEVO Certified                                     | 100,000,000 lượt xem                  | Đoạt giải |

## Danh sách bài hát
| - Đĩa CD tại Úc 1. "I'm with You" – 3:44 2. "I'm with You" (trực tiếp ở Mexico City) – 3:57 3. "Unwanted" (trực tiếp ở Mexico City) – 4:01 - Đĩa CD tại Pháp 1. "I'm with You" – 3:44 2. "I'm with You" (trực tiếp ở Mexico City) – 3:57 - Đĩa CD quảng bá tại Úc, Anh quốc và Hoa Kỳ 1. "I'm with You" – 3:44 | - Đĩa CD ở Đức, Hàn Quốc và Anh quốc 1. "I'm with You" – 3:44 2. "I'm with You" (trực tiếp ở Mexico City) – 3:57 3. "Unwanted" (trực tiếp ở Mexico City) – 4:01 4. "I'm with You" (video tăng cường) – 3:44 - Đĩa đơn DVD "I'm with You / Sk8er Boi" tại Hoa Kỳ 1. "I'm with You" (video ca nhạc) 2. "Sk8er Boi" (video ca nhạc) 3. Skater Girl (quảng cáo truyền hình) 4. Street Performer (quảng cáo truyền hình) 5. Thư viện hình ảnh |

## Xếp hạng
| Bảng xếp hạng (2003)                  | Xếp hạng cao nhất |
| ------------------------------------- | ----------------- |
| Áo (Ö3 Austria Top 40)                | 13                |
| Bỉ (Ultratop 50 Flanders)             | 9                 |
| Bỉ (Ultratop 50 Wallonia)             | 39                |
| Brazil (ABPD)                         | 3                 |
| Canada (Canadian Singles Chart)       | 18                |
| Đan Mạch (Tracklisten)                | 20                |
| Châu Âu (European Hot 100 Singles)    | 17                |
| Pháp (SNEP)                           | 34                |
| Đức (Official German Charts)          | 13                |
| Ireland (IRMA)                        | 5                 |
| Ý (FIMI)                              | 5                 |
| Hà Lan (Dutch Top 40)                 | 9                 |
| Hà Lan (Single Top 100)               | 18                |
| New Zealand (Recorded Music NZ)       | 5                 |
| Na Uy (VG-lista)                      | 16                |
| Thụy Điển (Sverigetopplistan)         | 11                |
| Thụy Sĩ (Schweizer Hitparade)         | 12                |
| Anh Quốc (OCC)                        | 1                 |
| Hoa Kỳ Billboard Hot 100              | 4                 |
| Hoa Kỳ Adult Contemporary (Billboard) | 18                |
| Hoa Kỳ Adult Pop Airplay (Billboard)  | 1                 |
| Hoa Kỳ Pop Airplay (Billboard)        | 1                 |

| Bảng xếp hạng (2003)                 | Vị trí |
| ------------------------------------ | ------ |
| Belgium (Ultratop 50 Flanders)       | 62     |
| Brazil (ABPD)                        | 20     |
| Italy (FIMI)                         | 67     |
| Netherlands (Dutch Top 40)           | 72     |
| New Zealand (Recorded Music NZ)      | 16     |
| Sweden (Sverigetopplistan)           | 92     |
| Switzerland (Schweizer Hitparade)    | 83     |
| UK Singles (Official Charts Company) | 120    |
| US Billboard Hot 100                 | 18     |
| US Hot Adult Top 40 (Billboard)      | 6      |
| US Pop Songs (Billboard)             | 2      |

## Chứng nhận
| Quốc gia                                                                           | Chứng nhận      | Số đơn vị/doanh số chứng nhận |
| Đĩa đơn nhạc số                                                                    | Đĩa đơn nhạc số | Đĩa đơn nhạc số               |
| ---------------------------------------------------------------------------------- | --------------- | ----------------------------- |
| Anh Quốc (BPI)                                                                     | Bạc             | 200.000‡                      |
| Hoa Kỳ (RIAA)                                                                      | Vàng            | 600,000*                      |
| Đĩa đơn video                                                                      |                 |                               |
| Hoa Kỳ (RIAA)                                                                      | Bạch kim        | 100.000^                      |
| * Chứng nhận dựa theo doanh số tiêu thụ. ^ Chứng nhận dựa theo doanh số nhập hàng. |                 |                               |

(*) Chú thích: Chứng nhận Bạch kim tại Hoa Kỳ cho đĩa đơn video mặt-A đôi "I'm With You" / "Sk8er Boi".

## Lịch sử phát hành
| Nước           | Ngày                 | Định dạng | Nhãn   |
| -------------- | -------------------- | --------- | ------ |
| Hoa Kỳ         | 19 tháng 11 năm 2002 | CD        | Arista |
| Châu Âu        | 3 tháng 3 năm 2003   | CD        | Arista |
| Vương quốc Anh | 31 tháng 3 năm 2003  | CD        | Arista |